# ГЕС Rapides-des-Quinze
ГЕС Rapides-des-Quinze — гідроелектростанція у канадській провінції Квебек. Знаходячись між ГЕС Rapide-2 (вище по течії) та ГЕС Rapides-des-Îles, входить до складу каскаду на Оттаві, яка впадає ліворуч до річки Святого Лаврентія (дренує Великі озера).
У 1911 році Оттаву перекрили бетонною гравітаційною греблею Quinze висотою 10 метрів та довжиною 1093 метри, яка утримує велике водосховище з площею поверхні 412 км2 та об'ємом 3119 млн м3. А на початку наступного десятиліття дещо нижче від цієї споруди розташували гідроелектростанцію Rapides-des-Quinze. Для цього за 4,5 км після греблі Quinze на порозі звели ще одну бетонну гравітаційну греблю висотою 20 метрів та довжиною 762 метри, обладнану шлюзами для перепуску надлишкової води. Вона спрямовує ресурс у створену на лівобережжі протоку завдовжки 1,5 км, що закінчується ще однією бетонною спорудою (висота 27 метрів, довжина 172 метри) з розташованим поруч машинним залом.
Пригреблевий машинний зал в 1923—1955 роках обладнали шістьома турбінами типу Френсіс, які використовують напір у 25,9 метра. На початку 2000-х їх загальна потужність рахувалась як 94,6 МВт, а у другій половині 2010-х — уже як 109 МВт.